# Liolophura
Liolophura is een geslacht van keverslakken uit de familie Chitonidae.  

## Soorten
- Liolophura japonica (Lischke, 1873)
- Liolophura arenosa (Ferreira, 1986)
- Liolophura gaimardi (Blainville, 1825)
- Liolophura hirtosa (Péron MS, Blainville, 1825)
- Liolophura rehderi (Ferreira, 1986)
- Liolophura tenuispinosa Leloup, 1939